# OOCL-Spain-Typ
Die ULCS-Containerschiffe des OOCL-Spain-Typ werden von der Reederei Orient Overseas Container Line eingesetzt. Das Typschiff OOCL Spain war das erste mit einer nominellen Containerkapazität von mehr als 24.000 TEU. Zusammen mit sechs kleineren Einheiten des Typs Samsung 20000 werden die Schiffe bei der Reederei als OOCL G-Klasse geführt.

## Geschichte
Der erste fünf Einheiten zum Baupreis von jeweils 155,68 Millionen US$ umfassende Teil der Baureihe wurde am 1. März 2020 bei den beiden chinesischen Schiffbauunternehmen Nantong Cosco KHI Ship Engineering (NACKS) und Dalian Cosco KHI Ship Engineering (DACKS) in Auftrag gegeben. Ende Oktober 2020 wurde der Bauauftrag um weitere sieben Einheiten aufgestockt. Im Oktober 2022 platzierte OOCL Mutterunternehmen COSCO einen Folgeauftrag über zwölf weitere 24.000-TEU-Einheiten bei NACKS und DACKS, von denen fünf für COSCO und sieben bei OOCL eingesetzt werden sollen. Diese Schiffe werden bei einem Stückpreis von knapp 240 Millionen USD einen Dual-Fuel-Antrieb erhalten und sollen zwischen dem dritten Quartal 2026 und dem dritten Quartal 2028 geliefert werden. Im Februar 2023 wurde mit der OOCL Spain das erste der Schiffe abgeliefert. Alle Schiffe der Klasse werden im Liniendienst zwischen Europa und Ostasien eingesetzt.

## Technik
Schiffbaulich sind die beim ABS klassifizierten Schiffe wie die Mehrzahl der schon in Betrieb befindlichen ULCS-Baureihen ausgelegt. Das Deckshaus ist etwa am Ende des vorderen Schiffsdrittels angeordnet, was einen verbesserten Sichtstrahl und somit eine höhere vordere Decksbeladung ermöglicht, während Schornstein und Maschinenanlage im hinteren Drittel liegen. Vor dem Deckshaus sind sieben 40-Fuß-Bays, dahinter zwölf Bays und hinter dem Maschinenaufbau fünf weitere Bays angeordnet. Die Bunkertanks sind unterhalb des Aufbaus angeordnet; sie erfüllen die einschlägigen MARPOL-Vorschriften. Die Laderäume der Schiffe werden mit Pontonlukendeckeln verschlossen. Die maximale Containerkapazität wird mit 24.188 TEU angegeben. Weiterhin sind Anschlüsse für Integral-Kühlcontainer vorhanden. Die An- und Ablegemanöver werden durch ein Bugstrahlruder unterstützt.
Der Antrieb der Schiffe besteht jeweils aus einem Zweitakt-Dieselmotor, der auf einen einzelnen Festpropeller wirkt. Bei einer Leistung von 64.650 kW soll eine Geschwindigkeit von 22,5 Kts erreicht werden.

## Die Schiffe
| OOCL-Spain-Typ                                            | OOCL-Spain-Typ     | OOCL-Spain-Typ | OOCL-Spain-Typ   | OOCL-Spain-Typ             |
| Bauname                                                   | Bauwerft Baunummer | IMO- Nummer    | Ablieferung      | Umbenennungen und Verbleib |
| --------------------------------------------------------- | ------------------ | -------------- | ---------------- | -------------------------- |
| OOCL Spain                                                | NACKS 335          | 9908126        | 15. März 2023    | so in Fahrt                |
| OOCL Piraeus                                              | DACKS DE093        | 9908097        | 30. Mai 2023     | so in Fahrt                |
| OOCL Turkiye                                              | NACKS 336          | 9908138        | 3. Juli 2023     | so in Fahrt                |
| OOCL Felixstowe                                           | DACKS DE125        | 9922512        | 10. August 2023  | so in Fahrt                |
| OOCL Zeebrugge                                            | NACKS 337          | 9908140        | 10. Oktober 2023 | so in Fahrt                |
| OOCL Gdynia                                               | DACKS DE094        | 9908102        | 12. Oktober 2023 | so in Fahrt                |
| OOCL Valencia                                             | NACKS 396          | 9922598        | 25. Januar 2024  | so in Fahrt                |
| OOCL Finland                                              | NACKS 397          | 9922536        | 26. April 2024   | so in Fahrt                |
| OOCL Portugal                                             | NACKS 398          | 9922615        | ?                | im Bau                     |
| OOCL Abu Dhabi                                            | DACKS DE126        | 9922524        | 18. April 2024   | so in Fahrt                |
| OOCL Sweden                                               | DACKS DE127        | 9922603        | 24. Mai 2024     | so in Fahrt                |
| OOCL Denmark                                              | DACKS DE128        | 9922548        | 26. Juni 2024    | in Fahrt                   |
| Daten: Equasis, Lloyd’s Register of Shipping, London, ABS |                    |                |                  |                            |